# Rubén Jaramillo, Jitotol
Rubén Jaramillo är en ort i Mexiko.   Den ligger i kommunen Jitotol och delstaten Chiapas, i den sydöstra delen av landet, 700 km öster om huvudstaden Mexico City. Rubén Jaramillo ligger 1 370 meter över havet och antalet invånare är 314.
Terrängen runt Rubén Jaramillo är kuperad åt sydost, men åt nordväst är den bergig. Runt Rubén Jaramillo är det ganska tätbefolkat, med 80 invånare per kvadratkilometer. Närmaste större samhälle är Bochil, 6,8 km söder om Rubén Jaramillo. I omgivningarna runt Rubén Jaramillo växer i huvudsak städsegrön lövskog.